# ایوان کی (هنرپیشه)
ایوان کی (انگلیسی: Ivan Kaye) بازیگر اهل انگلستان است.
از فیلم‌ها یا برنامه‌های تلویزیونی که وی در آن نقش داشته است می‌توان به خانواده بورجا، وایکینگ‌ها، میلک شیک باروتی، سایه‌های سیاه، مزرعه سرد آرامش، کنترل و صخره‌های آزادی اشاره کرد.